# Маркус Волф
Маркус Јоханес „Миша“ Волф (Хехинген, 19. јануар 1923 — Берлин, 9. новембар 2006) био је немачки обавештајац. Више од три деценије шеф спољашње обавештајне службе Штазија — тајне службе Министарства за државну безбедност Источне Немачке. Важио је за кључну фигуру Хладног рата, а после немачког уједињења, за сиву еминенцију света шпијунаже и особу са врха листе, против којих се водила истрага.

## Биографија
Маркус је рођен 19. јануара 1923. у Хехингену, у Вајмарској Немачкој. Прве године живота је провео у Штутгарту. Отац Фридрих (1888—1953) је био лекар и писац. Његова мајка Елза Волф (рођена Драјбхолц; 1898—1973) је била учитељица. Како Јеврејин и члан немачке Комунистичке партије, деценију после Маркусовог рођења, доласком нациста на власт није била најпожељнија комбинација, Волфови су се осетили принуђеним да 1933. напусте Немачку. Боравили су најпре у Швајцарској и Француској, а затим од 1934. у Совјетском Савезу.
У Москви се школује у елитним школама; најпре у немачкој Карл Либкнехт школи, потом и у совјетској школи, а 1936. са 13 година добија и совјетске папире. Године 1940. уписује студије аеронаутике на Московском авијационом институту, пре него што се 1942. придружује раду Коминтерне, када се сели у Башкортостанску област, у школу у којој га обучавају за шпијунски рад иза непријатељских линија. Потпуно русификован, тада је добио надимак Миша. Након распуштања Коминтерне, од 1943. до 1945. радио је на радију Националног комитета „Слободна Немачка“, на каналу за немачки народ у Москви.
У Немачку, тачније у совјетску окупациону зону, се враћа 1945. године, међу првим немачким повратницима из Другог светског рата, под лажним именом Михаел Шторм (енгл. Michael Storm) и ради за Радио Берлин, као новинар у Берлину. Између осталог, извештава са Нирнбершког процеса. Мрзео је нацизам и желео је да се тако нешто више не понови.
После тога, 1949. се поново враћа за Москву, где до 1951. године ради као први конзул у амбасади Источне Немачке у СССР.

## Шпијунски рад
Када је створена НДР, учествовао је у оснивању одељења Министарства за државну безбедност (Штази), а 1956. постао и директор спољашње обавештајне службе.
Западна Немачка, са својим економским богатством и НАТО, били су главна мета. Обавештајна служба је стално слала своје шпијуне, како би добила одговарајуће информације о њиховим плановима. Новцем и сексом подмићивани су политичари и пословни људи. Миши је полазило за руком да преобрће шпијуне из Западне Немачке и шаље их назад да шпијунирају своје шефове. Један од његових најбољих шпијуна, Рајнер Руп, под шифром Топаз, од 1977. до 1989. године слао је поверљива документа из седишта НАТО-а у Бриселу, за Источну Немачку. Његов шпијунски рад није разоткривен све до 1993. Други успешни шпијун из Штазија, Гинтер Гијом успео је да узнапредује у Западној Немачкој до те мере да је постао један од помоћника Вилија Бранта. Пошто је контраобавештајна служба сазнала за његов рад, ухапсила га је 1974. године, а заједно са њим, због ове афере и сам канцелар морао је да поднесе оставку.
Непријатељи на Западу, Маркуса Волфа знали су само по једној фотографији из 1959. године. Због тога су га звали Човек без лица. Тек 1978. сасвим случајно, снимљен је приликом посете у Стокхолму, у Шведској. Познат је по томе што је усавршио начин рада кртица и разрадио методе Ромео шпијуна, који су улазили у интимне везе са својим претпостављеним, да би дошли до поверљивих информација. Због свог оригиналног начина деловања, био је инспирација за шпијунске романе.
Међу највеће Мишине неуспехе спада пребег Вернера Стилера, који је западном непријатељу предао преко 20.000 страница микроснимака документације, као и прву слику „човека без лица“. Захвљујући њему, после дугог низа година, цео свет је сазнао како изгледа „човек без лица“.
У чин генерал-мајора државне безбедности произведен је 1954. године, генерал-потпуковника 1965, а генерал-пуковника 1980. године. Пензионисао се у новембру 1986. године, у чину генерал-пуковника државне безбедности, и тада се посвећује писању књига. Носилац је бројних одликовања, а истиче се Орден Карла Маркса. За Хероја рада НДР проглашен је 1983. године.

## Период после уједињења Немачке
Након поновног уједињења Немачке 1990. године, према сопственом исказу у својим мемоарима, одбио је понуду америчких колега из ЦИА да открије агенте КГБ-а, у замену за зелену карту и удобан живот у САД. Сазнавши да је издат налог за његово хапшење, из Немачке, бежи за Аустрију и Совјетски Савез, али годину дана касније се предаје немачким властима, проводи кратко време у притвору, па затим бива пуштен на слободу. Током деведесетих судило му се за велеиздају, мито, тешке нападе и отмице. Године 1993. осуђен је на 6 година затвора, али је 1995. ослобођен пресуде. На другом суђењу, осуђен је 1997. године на две године. Казну никада није одлежао у затвору, већ је био на условној слободи.
Умро је 9. новембра 2006. године — на годишњицу пада Берлинског зида — у 84. години живота. Сахрањен је заједно са братом Конрадом Волфом на посебном делу Централног гробља у Берлину, посвећеном социјалистима.

## Објављени радови Маркуса Волфа
Маркус Волф је аутор или ко-аутор више објављених књига. Овде су наведени њихови наслови у оригиналу и буквални преводи на српски језик.
- Тројка (  (1989).  978-3-351-01450-6.)
- У свом сопственом реду (  (1991).  978-3-7951-1216-5.)
- Тајне руске кухиње (  (1995).  978-3-88022-459-9.)
- Шеф шпијунаже у тајном рату — Човек без лица (  (1997).  978-3-612-26482-4.)
- Уметност прерушавања (  (1998).  978-3-89602-169-4.)
- Пријатељи не умиру (  (2002).  978-3-360-00983-8.)
- Маркус Волф. Последњи позив (  (2007).  978-3-360-01291-3.)

## Фото-галерија
- Маркус Волф (у тегет мантилу са наочарима) на сахрани свог брата Конрада, март 1982. године
- Маркус Волф на демонстрацијама у Берлину, новембар 1989. године
- Портрет Маркуса Волфа из децембра 1989. године
- Маркус Волф (први слева) и Валтер Јанка, децембар 1989. године
- Маркус Волф (у средини) са функционерима СЕД, слева на десно, Волфгангом Бергхофером и Грегором Гизијем, јануар 1990. године
- Гроб браће Волф на Централном гробљу у Берлину